# Raytheon Sentinel
Die Raytheon Sentinel R1 (Sentinel, englisch: „Wächter“) war ein Aufklärungsflugzeug der britischen Luftwaffe auf Basis der Bombardier Global Express, das speziell für die Gefechtsfeldüberwachung entwickelt und gebaut wurde. Die Aufgabe der Sentinel war es, kleine bewegliche Landziele (z. B. Panzer) aufzuspüren und zu verfolgen. Die erste Maschine wurde im Juni 2007 an die No.5 Squadron (AC) in Waddington übergeben, ab Anfang 2009 waren alle fünf bestellten Systeme einsatzbereit. Im Jahr 2017 wurde eine, 2021 dann die verbliebenen vier Maschinen außer Dienst gestellt.
Aufgrund der positiven Erfahrungen im Afghanistan-Einsatz entschied sich die britische Regierung, die Luftfahrzeuge bis 2021 weiter einzusetzen. Neben dem Einsatz zur Aufklärung feindlicher Truppenformationen wurde die Maschine auch für die Lageerfassung bei humanitären Katastrophen verwendet.

## Geschichte

### Entwicklung
Der Auftrag für das ASTOR (airborne stand-off radar) wurde seitens der britischen Regierung im Dezember 1999 an Raytheon Systems Ltd erteilt. Auf der Grundlage von Raytheons ASARS-2-Radarsystem wurde ein luftgestütztes Gefechtsfeldradar entwickelt, das sowohl von der britischen Marine als auch dem Heer genutzt werden kann. Die erste zur Umrüstung vorgesehene Maschine wurde im Februar 2002 an Raytheon geliefert. Der Erstflug der ersten Sentinel R1 erfolgte im Mai 2004. Neben Raytheon sind auch andere Zulieferer an dem Gesamtsystem beteiligt. Bombardier liefert das Grundflugzeug, L-3 Communications die Bodenstationen, Lucas die elektrische Ausrüstung, Messier-Dowty das Fahrwerk, Agusta Westland die Türen und Rolls-Royce die Triebwerke.

### Indienststellung
Ende 2008 wurde die Maschine mit zwei Jahren Verspätung offiziell in Dienst gestellt und befindet sich seitdem auch in Afghanistan im Einsatz. Die Kosten des Systems belaufen sich inklusive Bodenstation auf etwa eine Mrd. Euro.
Die Sentinel übernahmen mit ihrer Indienststellung zunächst parallel, ab 2011 alle Aufgaben der Nimrod R1 in der Rolle als Aufklärer über Land; bis zu einer entsprechenden Lösung verfügen die britischen Streitkräfte mit der Außerdienststellung der letzten Nimrod MRA4 somit über keine eigenen Fähigkeiten zur Aufklärung über See.
In den amerikanischen Streitkräften wird für die gleiche Aufgabe eine Flotte von 17 als Northrop Grumman E-8 JSTARS bezeichneten Boeing 707 betrieben, die allerdings am Ende ihrer Lebenszeit angekommen sind; als Ersatz wird auch die Beschaffung von mehreren Raytheon Sentinel erwogen.

### Einsatz

#### Einsätze in Konflikt- und Kriegsgebieten
Nach Abzug der NATO-Streitkräfte aus Afghanistan sollten die Maschinen gemäß dem neuen Weißbuch der Regierung bereits wieder außer Dienst gestellt werden. Ausgelöst durch die guten Erfahrungen beim Einsatz über Libyen 2011, während der International Security Assistance Force in Afghanistan und der Unterstützung der französischen Streitkräfte in Mali 2013, verkündete David Cameron am 14. Juli 2014 die Weiterführung des R1-Einsatzes bis 2018. Ergänzend sollen die See-Überwachungsfähigkeiten des Systems erweitert werden. Ab März 2015 sollen die Sentinel auch Aufklärungsmissionen über dem Irak zur Aufklärung der Bewegungen des Islamischen Staates fliegen.

#### Einsätze zur Unterstützung in humanitären Fällen
Die Maschinen wurden neben ihren eigentlichen militärischen Aufgaben auch zur Lageaufklärung während der Überschwemmungen in England 2013–2014 eingesetzt. 2014 wurde eine Maschine außerdem über Nigeria eingesetzt, um eine Gruppe von 200 Schülerinnen zu suchen, die von der terroristischen Gruppierung Boko Haram entführt worden war. Die Maschine flog ihre Einsätze von Accra in Ghana aus und unterstützte so amerikanische Flugzeuge.

### Außerdienststellung
Zunächst war geplant, die Maschinen nur für einige Jahre als Übergangslösung zu nutzen, allerdings waren die Erfahrungen positiv und kein Ersatz verfügbar, sodass die Maschinen bis auf weiteres ihren Dienst versahen. Im Jahr 2017 wurde eine Maschine eingemottet, die vier verbleibenden Flugzeuge folgten 2021.

## Technik

### Konstruktion
Das Flugzeug ist eine umgerüstete Bombardier Global Express, die von zwei Piloten gesteuert wird. Äußerlich sichtbar sind verschiedene Radome und zusätzliche Stabilisierungsflächen unter dem Heck. Die Inneneinrichtung besteht aus Bedienkonsolen und ist für eine Missionsdauer von 14 Stunden ausgelegt. Die Maschine fliegt dabei typischerweise in einer Höhe von 15 km und kann bis zu 12.000 km zurücklegen. Sie wird von zwei Zweiwellentriebwerken Rolls-Royce BR710 mit je 76 kN Schub angetrieben.

### Radar
Das Radar ist eine Weiterentwicklung des ASARS-2-Seitensichtradars, das auch in der Lockheed U-2 Verwendung fand. Es liefert wetterunabhängig hochaufgelöste Daten aus bis zu 160 km Entfernung und nutzt dazu eine Synthetic-Aperture-Radar-Antenne von BAE Systems. Das System kann automatisch bewegliche Ziele identifizieren und verfolgen. Die einzelnen Abtaststreifen können zu einer Gesamtsituation aneinandergereiht werden und liefern so ein fotoähnliches Abbild der Kampfzone. Die gewonnenen Daten werden der Einsatzmannschaft im Flugzeug angezeigt und können über verschiedene sichere Verbindungen zu Bodenstationen übertragen werden. Es ermöglicht eine Echtzeitauswertung der Daten auch durch Bodentruppen. Ein Upgrade, sodass die Flotte auch für maritime Aufklärungszwecke eingesetzt werden kann, ist geplant.

### Verteidigungsmaßnahmen
Die Verteidigungseinrichtungen der Sentinel R1 beruhen im Wesentlichen auf Weiterentwicklungen der Geräte, die auch in der British Aerospace Nimrod Verwendung fanden, wie das Raketenwarnsystem, ein geschleppter Radartäuschkörper, Radarwarnempfänger, Chaff- und IR-Störkörperwerfer. Die Einrichtungen sind in der DAG (Defensive Aids Group) zusammengefasst, die von BAE und Nashua stammt.

### Bodenstation
Die für das Sentinel-R1-System entwickelten Bodenstationen erlauben eine Datensichtung in Echtzeit und können auch Daten von U-2- und Boeing E-8-Joint-STARS-Flugzeugen empfangen und auswerten. Sie befinden sich auf allradgetriebenen Steyr Pinzgauer-LKW.

## Besatzung
Die Standardbesatzung setzt sich aus fünf Soldaten zusammen: Neben zwei Piloten entscheidet ein Mission Commander über den genauen Einsatzort, er wird dabei von zwei Bildauswertern unterstützt. Die Piloten und Mission Commander kommen dabei von der Royal Air Force, die Bildauswerter teilweise auch vom Signal Corps.

## Technische Daten
| Kenngröße             | Daten                                        |
| --------------------- | -------------------------------------------- |
| Besatzung             | 5                                            |
| Länge                 | 30,30 m                                      |
| Spannweite            | 28,50 m                                      |
| Höhe                  | 8,20 m                                       |
| Flügelfläche          | 94,90 m²                                     |
| Leermasse             | 24.000 kg                                    |
| max. Startmasse       | 42.200 kg                                    |
| Höchstgeschwindigkeit | Mach 0,75                                    |
| Dienstgipfelhöhe      | 14.935 m                                     |
| Reichweite            | 9250 km                                      |
| max. Einsatzdauer     | 9 h                                          |
| Triebwerke            | zwei Rolls-Royce BR710 mit je 65,60 kN Schub |